# Arizona Complex League
L'Arizona Complex League, anciennement Ligue de l'Arizona, (Arizona League en anglais) est une ligue mineure de baseball basée dans l'État de l'Arizona, aux États-Unis. Elle est classée au niveau Recrue (Rk ou rookie), soit quatre niveaux en dessous de la Ligue majeure de baseball. Chaque club de cette ligue est affilié à une franchise des ligues majeures de baseball, et constitue un club-école de celle-ci, permettant le développement de joueurs avant leur arrivée au plus haut niveau.
Cette ligue est dite de « saison courte » (56 matchs par équipe), car elle commence sa compétition au mois de juin, permettant ainsi d'incorporer dans les effectifs de jeunes joueurs sortants à peine de l'université ou d'établissements secondaires.
Les stades de la Ligue de l'Arizona sont principalement ceux des camps de l'entraînement de printemps de la Cactus League.

## Histoire
La Ligue de l'Arizona est fondée en 1988 avec quatre formations : les Brewers, les Athletics, les Padres et une équipe mêlant des recrues des Red Sox et des Mariners. De 1988 à 1999, le champion est l'équipe terminant en tête de la poule unique de la saison régulière. À partir de 2000, le titre est attribué sur un match entre les deux premiers de chaque demi-saison.

## Participants (2018)
| Division | Franchise                              | Ville           | Stade (capacité)                            | Affilié à                 |
| -------- | -------------------------------------- | --------------- | ------------------------------------------- | ------------------------- |
| Ouest    | Angels de la Ligue de l'Arizona        | Tempe (AZ)      | Tempe Diablo Stadium (9 785)                | Angels de Los Angeles     |
| Ouest    | Athletics de la Ligue de l'Arizona     | Mesa (AZ)       | Fitch Park (10 000)                         | Athletics d'Oakland       |
| Ouest    | Cubs 1 de la Ligue de l'Arizona        | Mesa (AZ)       | Sloan Park (15 000)                         | Cubs de Chicago           |
| Ouest    | Cubs 2 de la Ligue de l'Arizona        | Mesa (AZ)       | Sloan Park (15 000)                         | Cubs de Chicago           |
| Ouest    | Diamondbacks de la Ligue de l'Arizona  | Scottsdale (AZ) | Salt River Fields at Talking Stick (11 000) | Diamondbacks de l'Arizona |
| Ouest    | Giants Black de la Ligue de l'Arizona  | Scottsdale (AZ) | Scottsdale Stadium (12 000)                 | Giants de San Francisco   |
| Ouest    | Giants Orange de la Ligue de l'Arizona | Scottsdale (AZ) | Scottsdale Stadium (12 000)                 | Giants de San Francisco   |
| Centre   | Brewers de la Ligue de l'Arizona       | Phoenix (AZ)    | Maryvale Baseball Park (8 000)              | Brewers de Milwaukee      |
| Centre   | Dodgers de la Ligue de l'Arizona       | Phoenix (AZ)    | Camelback Ranch (12 000)                    | Dodgers de Los Angeles    |
| Centre   | Indians 1 de la Ligue de l'Arizona     | Goodyear (AZ)   | Goodyear Ballpark (10 000)                  | Indians de Cleveland      |
| Centre   | Indians 2 de la Ligue de l'Arizona     | Goodyear (AZ)   | Goodyear Ballpark (10 000)                  | Indians de Cleveland      |
| Centre   | Reds de la Ligue de l'Arizona          | Goodyear (AZ)   | Goodyear Ballpark (10 000)                  | Reds de Cincinnati        |
| Centre   | White Sox de la Ligue de l'Arizona     | Phoenix (AZ)    | Camelback Ranch (12 000)                    | White Sox de Chicago      |
| Est      | Mariners de la Ligue de l'Arizona      | Peoria (AZ)     | Peoria Sports Complex (12 882)              | Mariners de Seattle       |
| Est      | Padres 1 de la Ligue de l'Arizona      | Peoria (AZ)     | Peoria Sports Complex (12 882)              | Padres de San Diego       |
| Est      | Padres 2 de la Ligue de l'Arizona      | Peoria (AZ)     | Peoria Sports Complex (12 882)              | Padres de San Diego       |
| Est      | Rangers de la Ligue de l'Arizona       | Surprise (AZ)   | Surprise Stadium (10 500)                   | Rangers du Texas          |
| Est      | Royals de la Ligue de l'Arizona        | Surprise (AZ)   | Surprise Stadium (10 714)                   | Royals de Kansas City     |

### Anciennes équipes
- 1988 : Mariners/Red Sox de la Ligue de l'Arizona (s'est divisé en 2 franchises: les Mariners de la Ligue de l'Arizona qui reste dans la Ligue de l'Arizona et les Red Sox de la Gulf Coast League qui participe à la Gulf Coast League)
- 1989-1994 : Cardinals de la Ligue de l'Arizona (a déménagé à Jupiter et participe à la Gulf Coast League sous le nom Gulf Coast League Cardinals)
- 1992 : Rockies/Cubs de la Ligue de l'Arizona (s'est divisé en 2 franchises: les Rockies de la Ligue de l'Arizona (1993-2000) qui reste dans la Ligue de l'Arizona et les Cubs de la Gulf Coast League (1993-1996) qui participe à la Gulf Coast League)
- 1993-2000 : Rockies de la Ligue de l'Arizona
- 1998-2000 : Mexican All-Stars de Tucson

## Palmarès
| - 1988 : Brewers - 1989 : Brewers - 1990 : Brewers - 1991 : Athletics - 1992 : Athletics - 1993 : Athletics - 1994 : Cardinals - 1995 : Athletics - 1996 : Padres - 1997 : Cubs - 1998 : Rockies - 1999 : Athletics |  | - 2000 : Mariners - 2001 : Athletics - 2002 : Cubs - 2003 : Royals - 2004 : Giants - 2005 : Giants - 2006 : Padres - 2007 : Mariners - 2008 : Giants - 2009 : Mariners - 2010 : Brewers - 2011 : Dodgers |  | - 2012 : Rangers - 2013 : Giants - 2014 : Indians - 2015 : White Sox - 2016 : Mariners - 2017 : Cubs - 2018 : Dodgers - 2019 : Rangers - 2020 : Saison annulée à cause de la pandémie de Covid-19 |